# Meszlen, Vas
Meszlen  este un sat în districtul Szombathely, județul Vas, Ungaria, având o populație de 217 locuitori (2011). 

## Demografie
Componența etnică a satului Meszlen
     Maghiari (97,24%)
     Germani (2,76%)
Componența confesională a satului Meszlen
     Luterani (21,2%)
     Reformați (1,38%)
     Fără religie (1,38%)
     Necunoscută (76,04%)
Conform recensământului din 2011, satul Meszlen avea 217 locuitori. Din punct de vedere etnic, majoritatea locuitorilor (97,24%) erau maghiari, cu o minoritate de germani (2,76%). Nu există o religie majoritară, locuitorii fiind luterani (21,2%), reformați (1,38%) și persoane fără religie (1,38%). Pentru 76,04% din locuitori nu este cunoscută apartenența confesională.